# Aral, Tân Cương
Aral hay Alaer (giản thể: 阿拉尔; phồn thể: 阿拉爾; bính âm: Ālā'ěr, Hán Việt: A Lạp Nhĩ; Uyghur: ئارال‎, ULY: Aral là một thành phố cấp huyện của khu tự trị Tân Cương, Trung Quốc. Thành phố không trực thuộc địa khu nào và nằm trên sa mạc Taklamakan.

### Nhai đạo
- Hạnh Phúc Lộ (幸福路街道)
- Kim Ngân Xuyên (金银川街道)
- Thanh Tùng Lộ (青松路街道)
- Nam Khẩu (南口街道)

### Hương
- Thác Khác Y (托喀依乡(